# Decathlon AG2R La Mondiale Team
Decathlon AG2R La Mondiale Team is een Franse wielerploeg die gesponsord wordt door een Franse verzekeringsmaatschappij AG2R La Mondiale en de Franse winkelketen Decathlon.

## Geschiedenis
De ploeg bestaat sinds 2000, als opvolger van Casino, dat weer de opvolger van Chazal was. De ploeg kwam in 2005 uit in de continentale circuits maar promoveerde in 2006 naar UCI ProTour. De ploeg mocht in 2005 ook aan diverse, voornamelijk Franse, ProTour-wedstrijden deelnemen. Zo was het in 2005 het enige team dat een wildcard kreeg voor de Ronde van Frankrijk.
In het seizoen 2007 werd het team vierde in de ProTour stand voor ploegen. In 2008 heeft AG2R-La Mondiale verscheidene nieuwe renners aangetrokken, zoals Alexandru Pliușchin, die in 2007 de Ronde van Vlaanderen voor beloften won. Ook de Sloveen Tadej Valjavec en de Rus Vladimir Jefimkin tekenden een contract bij de ploeg. Sinds 2008 rijdt de ploeg onder de naam AG2R-La Mondiale door het peloton. Christophe Moreau, de gewezen "Franse hoop" op een eindzege in de Ronde van Frankrijk, vertrok naar Agritubel en Samuel Dumoulin ging naar Cofidis en Simon Gerrans vertrok naar Crédit Agricole. In 2009 mocht AG2R-renner Rinaldo Nocentini in de Tour de gele trui aantrekken.
Manager van het team is Vincent Lavenu, die geassisteerd wordt door de ploegleiders Julien Jurdie, Laurent Biondi, Gilles Mas en Artūras Kasputis. Renners die in het verleden voor de ploeg reden zijn onder meer Jaan Kirsipuu, Laurent Brochard, Francisco Mancebo en de verongelukte renners Lauri Aus uit Estland en Andrej Kivilev uit Kazachstan.
AG2R La Mondiale verlengde in 2014 haar sponsorcontracten met vier seizoenen; de contracten lopen nu tot eind 2018. Voor 2021 maakte het team een nieuwe co-sponsor bekend, namelijk het Franse automerk Citroën.
De in 2013 aangetrokken Colombiaan Carlos Betancur werd voor AG2R in het voorjaar van 2014 de eerredder. Naast een etappe en het eindklassement in de ronde van de Ronde van de Haut-Var, toonde hij zich ook de sterkste in Parijs-Nice, wat een wedstrijd is van World Tour-niveau. In het eindklassement was Betancur veertien seconden sneller dan de regerende wereldkampioen Rui Costa. Jean-Christophe Péraud pikte een etappe mee in de Ronde van de Middellandse Zee, de jonge Axel Domont in de Ronde van de Sarthe. 
AG2R toonde zich ook de sterkste ploeg in twee Franse eendagskoersen. Romain Bardet en de neoprof Alexis Gougeard wonnen respectievelijk La Drôme Classic en Classic Loire-Atlantique, beiden bleven net het aanspurtende peloton voor. Jean-Christophe Péraud won ook het Internationaal Wegcriterium door een sterke individuele tijdrit en door een spel van bonificatieseconden.

## Grote rondes
| Jaar | Ronde van Italië                                          | Ronde van Italië                               | Ronde van Frankrijk                                           | Ronde van Frankrijk                    | Ronde van Spanje                      | Ronde van Spanje                      |
| Jaar | hoogste klassering                                        | etappewinst                                    | hoogste klassering                                            | etappewinst                            | hoogste klassering                    | etappewinst                           |
| ---- | --------------------------------------------------------- | ---------------------------------------------- | ------------------------------------------------------------- | -------------------------------------- | ------------------------------------- | ------------------------------------- |
| 1993 | geen deelname                                             | geen deelname                                  | 37e Eric Caritoux                                             |                                        | geen deelname                         | geen deelname                         |
| 1994 | geen deelname                                             | geen deelname                                  | 22e Eric Caritoux                                             |                                        | geen deelname                         | geen deelname                         |
| 1995 | geen deelname                                             | geen deelname                                  | 34e Jean-François Bernard                                     |                                        | 85e Pascal Chanteur                   |                                       |
| 1996 | geen deelname                                             | geen deelname                                  | geen deelname                                                 | geen deelname                          | 21e Pascal Chanteur                   |                                       |
| 1997 | geen deelname                                             | geen deelname                                  | 26e Pascal Chanteur                                           |                                        | 12e Philippe Bordenave                |                                       |
| 1998 | 26e Fabrice Gougot                                        |                                                | 15e Bo Hamburger Jacky Durand                                 | 8e Jacky Durand 10e Rodolfo Massi      | 18e Fabrice Gougot                    | 3e Jaan Kirsipuu                      |
| 1999 | geen deelname                                             | geen deelname                                  | 16e Benoît Salmon                                             | 1e Jaan Kirsipuu                       | geen deelname                         | geen deelname                         |
| 2000 | geen deelname                                             | geen deelname                                  | 32e Andrej Kivilev                                            | 7e Christophe Agnolutto                | geen deelname                         | geen deelname                         |
| 2001 | geen deelname                                             | geen deelname                                  | 17e Aleksandr Botsjarov                                       | 6e Jaan Kirsipuu                       | geen deelname                         | geen deelname                         |
| 2002 | geen deelname                                             | geen deelname                                  | 30e Aleksandr Botsjarov                                       | 5e Jaan Kirsipuu                       | 61e Aleksandr Botsjarov               |                                       |
| 2003 | geen deelname                                             | geen deelname                                  | 24e Aleksandr Botsjarov                                       |                                        | geen deelname                         | geen deelname                         |
| 2004 | geen deelname                                             | geen deelname                                  | 20e Stéphane Goubert                                          | 1e Jaan Kirsipuu 3e Jean-Patrick Nazon | 55e Íñigo Chaurreau                   |                                       |
| 2005 | geen deelname                                             | geen deelname                                  | 27e Mikel Astarloza                                           |                                        | geen deelname                         | geen deelname                         |
| 2006 | 32e Hubert Dupont                                         | 9e Tomas Vaitkus                               | 7e Cyril Dessel 8e Christophe Moreau                          | 8e Sylvain Calzati                     | 26e Íñigo Chaurreau                   | 19e José Luis Arrieta                 |
| 2007 | 25e Hubert Dupont                                         |                                                | 27e Stéphane Goubert                                          |                                        | 13e Stéphane Goubert                  |                                       |
| 2008 | 13e Tadej Valjavec                                        |                                                | 10e Tadej Valjavec                                            | 16e Cyril Dessel                       | 18e John Gadret                       |                                       |
| 2009 | 9e Tadej Valjavec                                         |                                                | 14e Rinaldo Nocentini                                         |                                        | 30e Tadej Valjavec                    |                                       |
| 2010 | 13e John Gadret                                           |                                                | 13e Nicolas Roche                                             | 14e Christophe Riblon                  | 7e Nicolas Roche                      |                                       |
| 2011 | John Gadret                                               | 11e John Gadret                                | 10e Jean-Christophe Péraud                                    |                                        | 16e Nicolas Roche                     |                                       |
| 2012 | 11e John Gadret                                           |                                                | 12e Nicolas Roche                                             |                                        | 12e Nicolas Roche                     |                                       |
| 2013 | 5e Carlos Betancur 10e Domenico Pozzovivo Carlos Betancur |                                                | 15e Romain Bardet Christophe Riblon                           | 18e Christophe Riblon                  | 6e Domenico Pozzovivo                 |                                       |
| 2014 | 5e Domenico Pozzovivo Ploegenklassement                   |                                                | Jean-Christophe Péraud · 6e Romain Bardet · Ploegenklassement | 8e Blel Kadri                          | 54e Hubert Dupont                     |                                       |
| 2015 | 20e Carlos Betancur                                       |                                                | 9e Romain Bardet                                              | 8e Alexis Vuillermoz 18e Romain Bardet | 11e Domenico Pozzovivo                | 19e Alexis Gougeard                   |
| 2016 | 11e Hubert Dupont                                         |                                                | Romain Bardet                                                 | 19e Romain Bardet                      | 13e Jean-Christophe Péraud            | 20e Pierre Latour                     |
| 2017 | 6e Domenico Pozzovivo                                     |                                                | Romain Bardet                                                 | 12e Romain Bardet                      | 17e Romain Bardet                     |                                       |
| 2018 | 11e Alexandre Geniez                                      |                                                | 6e Romain Bardet Pierre Latour                                |                                        | 11e Tony Gallopin                     | 7e Tony Gallopin 12e Alexandre Geniez |
| 2019 | 29e Alexis Vuillermoz                                     | 17e Nans Peters                                | 15e Romain Bardet                                             |                                        | 24e François Bidard Geoffrey Bouchard |                                       |
| 2020 | 16e Aurélien Paret-Peintre                                |                                                | 26e Mikaël Cherel                                             | 8e Nans Peters                         | 31e Clément Champoussin               |                                       |
| 2021 | 41e Larry Warbasse Geoffrey Bouchard                      | 17e Andrea Vendrame                            | 4e Ben O'Connor                                               | 9e Ben O'Connor                        | 14e Geoffrey Bouchard                 | 20e Clément Champoussin               |
| 2022 | 23e Mikaël Cherel                                         |                                                | 12e Bob Jungels                                               | 9e Bob Jungels                         | 8e Ben O'Connor                       |                                       |
| 2023 | 15e Aurélien Paret-Peintre                                | 4e Aurélien Paret-Peintre                      | 8e Felix Gall                                                 | 17e Felix Gall                         | 27e Nicolas Prodhomme                 |                                       |
| 2024 | 4e Ben O'Connor Ploegenklassement                         | 10e Valentin Paret-Peintre 19e Andrea Vendrame | 14e Felix Gall                                                |                                        | ↑ Ben O'Connor                        | 6e Ben O'Connor                       |
| 2025 | 15e Nicolas Prodhomme                                     | 19e Nicolas Prodhomme                          | 5e Felix Gall                                                 |                                        |                                       |                                       |